# Turó de la Cova de Vicenç
El Turó de la Cova de Vicenç és una muntanya de 140 metres que es troba al municipi dels Garidells, a la comarca de l'Alt Camp.